# 土橋卓也
土橋 卓也（つちはし たくや、本名：𡈽橋 卓也）は、日本の医学者、医師。専門は、循環器内科学・高血圧・総合診療医学。学位は、医学博士。
製鉄記念八幡病院理事長、元九州大学助教授。

## 略歴
長崎県島原市出身。1980年に九州大学医学部を卒業後、同大学第二内科へ入局。高血圧・循環器研究を専攻する。米国クリーブランドクリニック・ケース・ウェスタン・リザーブ大学へ留学。九州大学総合診療部助手・講師・助教授と歴任した後、2003年4月九州医療センター高血圧内科医長。2014年１月１日、製鉄記念八幡病院副院長,2015年4月1日同病院理事長・院長に就任し現在に至る（2024年3月末に院長は退任）。

2015年5月23・24日行われる第4回臨床高血圧フォーラムでは会長を務める。

## 研究
- 食塩感受性高血圧の研究では、内外で評価を受けており[2]、九州医療センターでの患者の24時間蓄尿による食塩排泄研究は他の追随を許さない[3]。
- 交感神経による血圧への影響も研究対象としている。
- 尿酸による脳血管障害・心血管病変とその治療の研究も、鳥取大学の久留一郎教授・杏林大学の安西尚彦教授とともに精力的に行っている。URAT1トランスポーターとSMCT1トランスポーターの知見を臨床医にひろめた功績は評価されている[4][5]。

## 著書
- 高血圧の常識・非常識  ISBN 978-4816706820
- 降圧薬ポケットガイド  ISBN 978-4753224845
- 臨床高血圧ワークブック 1～4巻 (編集)

## 引用・参照
1. ↑  http://www.congre.co.jp/jshforum2015/
2. ↑  日本高血圧学会:高血圧治療ガイドライン2009
3. ↑  Angiology Frontier 9:23-28
4. ↑  第72回日本循環器学会ファイアサイドセミナー
5. ↑  http://www.torii.co.jp/iyakuDB/data/academic/080328.pdf